# Кривбасс (журнал)
Кривбасс — советский иллюстрированный литературно-художественный журнал.

## История
Основан 8 октября 1931 года в городе Кривой Рог как орган Криворожской организации Всеукраинского союза пролетарских писателей (ВУСПП). С 1932 года — орган оргбюро ВУСПП, с 1933 года — орган оргкомитета Союза советских писателей Украины.
Выходил ежемесячно в 1931—1933 годах, всего выпущено 19 номеров. До 1932 года выходил под редакцией Михаила Олейника, после — Леонида Юхвида.

## Характеристика
На страницах издания журнала отображалась борьба строителей Криворожского металлургического завода и крестьян Криворожья за социалистическую перестройку сёл.
В журнале печатались произведения В. Сосюры, В. Шаблия, Д. Ткача, П. Ногина, М. Хазана, А. Гуреева, Л. Юхвида, И. Калинника, выходила проза и критические статьи П. Беды, О. Досвитного, Г. Майфета, С. Олейника, И. Микитенко, В. Чигирина.